# NGC 2529
NGC 2529 је ознака објекта на координатама са ректансцензијом 8h 6m 57,3s и деклинацијом + 17° 49" 43'. Открио га је Гијом Бигурдан, 29. јануара 1887. Каснијим посматрањима на том положају није уочен никакав астрономски објекат.